# Битон, Сесил
Сэр Сесил Уолтер Харди Битон (англ. Cecil Walter Hardy Beaton; 14 января 1904, Хампстед, Англия — 18 января 1980, Уилтшир, Англия) — английский фотограф, мемуарист, икона стиля, дизайнер интерьеров, художник по костюмам и декорациям, один из важнейших мастеров модной фотографии. В 1970 году был включён в Международный список Зала славы самых стильных людей.

## Биография

### Детство и юность
Сесил Битон родился 14 января 1904 года в Хэмпстеде, Лондон, в семье процветающего торговца древесиной Эрнеста Битона (англ. Ernest Beaton, 1867—1936) и его жены Эстер «Этти» Сиссонс (англ. Esther "Etty" Sissons, 1872—1962). Начало семейному благополучию положил ещё дед Сесила по имени Уолтер Харди Битон (англ. Walter Hardy Beaton, 1841—1904), умерший в год рождения внука. Отец будущего фотографа помимо основной деятельности также интересовался творчеством и являлся неплохим актёром-любителем. Он встретил свою будущую жену играя главную роль в пьесе. Этти была дочерью камбрийского кузнеца и приехала в Лондон навестить замужнюю сестру. Всего в семье Эрнеста и Этти было четверо детей, так что Сесил рос с младшими сёстрами и братом.
Начальное образование Сесил получил в школах «Heath Mount School», где его задирал хулиган и будущий классик английской литературы Ивлин Во, и «St. Cyprian’s School» в Истборн, где и распознали его художественный талант — Сесил оказался замечательным певцом. И Сирил Коннолли и Генри Лонгхерст писали в своих автобиографиях о красоте пения Битона во время школьных концертов.
У няни Сесила была популярная в то время модель фотоаппарата Kodak 3A Camera, идеальная для начинающих фотографов, и няня обучила Сесила основам фотографии. Мальчик часто просил мать и сестёр позировать ему. Когда он набрался достаточно опыта, он под псевдонимом отправлял свои фотографии в лондонские журналы.
Сесил учился в школе Хэрроу, однако, не питая интереса к науке, поступил в Кембриджский университет, где он изучал историю, искусство и архитектуру, продолжая заниматься фотографией. Наконец, его снимки стал покупать и публиковать британский журнал Vogue.
В 1925 году Битон покинул Кембриджский университет без степени и занялся изучением работы отца на протяжении нескольких месяцев в Холборн. Однако это ни к чему не привело и Сесил решил завязать с торговлей. В конечном итоге, семейное дело перешло к его брату Реджи (англ. Reggie Beaton). При помощи Осберта Ситвелла Битон провёл свою первую выставку в Лондоне, которая наделала много шума.

### Карьера
Полагая, что он встретится с большим успехом на другой стороне Атлантики, Сесил переехал в Нью-Йорк и постепенно создал там себе репутацию. На тот момент у него был контракт с Condé Nast на проведение фотосъёмок.
Сесил стал профессиональным фотографом, пройдя обучение в мастерской Пола Танкерея (англ. Paul Tanqueray). В 1927 году он стал штатным фотографом журнала Vogue и основал собственную студию. Здесь он познакомился с другим фотографом по имени Хорст, П. Хорст. Другим его интересом было создание костюмов для благотворительных представлений. Известность Битону принесли фотографии, созданные для индустрии моды, и портреты людей из высшего общества. Он также стал штатным фотографом журнала Vanity Fair и начал фотографировать голливудских знаменитостей. Кроме того, он часто делал снимки королевской семьи для официальных публикаций и особенно любил, когда ему позировала Королева Елизавета. Памятные снимки со свадьбы Эдуарда VIII и Уоллис Симпсон делал именно он.
На протяжении 15 лет между 1930 и 1945 годами Битон арендовал дом в Уилтшире, где он развлекал многих известных деятелей.
После возвращения в Англию, во время Второй Мировой войны Битон по рекомендации королевы работал на министерство информации и должен был фотографировать происходящее в тылу. В госпитале он сделал один из самых знаменитых своих портретов — фотографию пострадавшей во время бомбардировки трёхлетней Эйлин Данн (англ. Eileen Dunne). Снимок девочки в бинтах, сжимающей в руках своего мишку, обошёл весь мир. Когда изображение было опубликовано, США ещё официально не вступили в войну, однако увеличивающееся количество фотографий в прессе, подобных работам Битона, помогли подтолкнуть американскую общественность оказать давление на правительство с целью оказания помощи Великобритании в трудную минуту. Особой известностью также пользовались фотографии последствий военных операций нацистской Германии.
После войны Битон взялся за создание костюмов и декораций для бродвейской постановки «Веер леди Уиндермир», в которой ещё и сыграл. В 1956 году он прекрасно поработал над бродвейским мюзиклом «Моя прекрасная леди», что повлекло за собой работу над фильмами «Жижи» (1958) и «Моя прекрасная леди», причём оба они принесли Сесилу премию Киноакадемии. На Бродвее Битон создавал костюмы и декорации для постановок «Луговая арфа», «Меловой сад» (1964), «Саратога» (1959) и «Коко» (1969). Благодаря этим работам он стал обладателем четырёх премий «Тони». Кроме того, Битон работал над оформлением оперы Пуччини «Турандот», которая шла в Нью-Йоркской Метрополитен-опера и в Лондонском Ковент-Гардене.
Сесил также спроектировал академическую одежду для Университета Восточной Англии.

### Болезнь и смерть
В 1972 году он был возведён в рыцарское достоинство. Через два года он перенёс инсульт, и к концу десятилетия здоровье Битона окончательно превратило его в старика. 18 января 1980 года он умер от сердечного приступа в своём доме в возрасте 76 лет.
За свою жизнь Битон опубликовал шесть томов своих дневников, охватывающих период с 1922 по 1974 год. В 2003 году были опубликованы не прошедшие цензуру версии мемуаров, отличавшиеся особенно меткими и откровенными наблюдениями.

## Личная жизнь
Битон никогда не был женат и являлся бисексуалом, имея близкие отношения и с мужчинами, и с женщинами. Его большой любовью был коллекционер Питер Уотсон (англ. Peter Watson), хотя они никогда не были любовниками. Битон утверждал, что у него был роман с американским актёром Гэри Купером, который долгие годы был его близким другом. Кроме того, он упоминал о своих романах с актрисами Гретой Гарбо и Корал Браун, а также британской светской львицей, виконтессой Каслросс (англ. Viscountess Castlerosse).

## Награды и премии
- Tony Award for Best Costume Design (1955);
- Орден Британской империи (1956);
- Tony Award for Best Costume Design (1957);
- Член Ancient Monuments Society (1957);
- Премия «Оскар» за лучший дизайн костюмов за Жижи (1958);
- Tony Award for Best Costume Design за «Саратога» (1960);
- Орден Почётного легиона (1960);
- Премия «Оскар» за лучшую работу художника-постановщика за Моя прекрасная леди (1964);
- Премия «Оскар» за лучший дизайн костюмов за Моя прекрасная леди (1964);
- Почётный член Королевского фотографического общества Великобритании (1965);
- Tony Award for Best Costume Design за мюзикл «Коко» (1970);
- Рыцарь-бакалавр (1972).